# Kanaighat
Kanaighat (en bengali : কানাইঘাট) est une upazila du Bangladesh dans le district de Sylhet. En 1991, on y dénombrait 178 654 habitants.